# 临夏州民族日报
《临夏州民族日报》，或简称《民族日报》，是中华人民共和国甘肃省的一家报刊，直属于中国共产党临夏回族自治州委员会，该报也是中共临夏州委的机关报。

## 历史沿革
《临夏州民族日报》肇始于臨夏分區專員公署于1950年5月创办的党报《团结报》，其发行量曾超过2万份，但在1961年2月停刊:59，此后临夏州便长期没有自己的报社。1984年12月，中共临夏州委试刊发行党报《民族报》，并于翌年1月1日在州内正式出版发行:902。1985年2月起，该报开始在甘肃省内公开发行，并于同年6月起成为全国公开发行的报刊。
2006年，《民族报》更名为《民族日报》，报纸版式也改为对开彩色的大报。

## 内容
作为中共临夏州委的机关报，《民族日报》是中共临夏州委、临夏州人民政府向外界表達其觀點與角度的重要工具，主要刊登中共临夏州黨委及临夏州政府工作、临夏州各民族文化、民族地區經濟及文化建設經驗等相關的新聞報導。